# Distrito de Włocławek
Włocławek (polaco: powiat włocławski) es un distrito (powiat) del voivodato de Cuyavia y Pomerania (Polonia). Fue constituido el 1 de enero de 1999 como resultado de la reforma del gobierno local de Polonia aprobada el año anterior. Su sede administrativa es Włocławek, aunque la ciudad no forma parte de él y por sí misma es otro distrito distinto. Además de con dicha ciudad, limita con otros siete distritos: al noroeste con Aleksandrów, al norte con Lipno, al este con Płock, al sudeste con Gostynin, al sur con Kutno y Koło y al oeste con Radziejów; y está dividido en trece municipios (gmina): uno urbano (Kowal), cinco urbano-rurales (Brześć Kujawski, Chodecz, Izbica Kujawska, Lubień Kujawski y Lubraniec) y siete rurales (Baruchowo, Boniewo, Choceń, Fabianki, Kowal, Lubanie y Włocławek). En 2011, según la Oficina Central de Estadística polaca, el distrito tenía una superficie de 1473,63 km² y una población de 85 254 habitantes.

## Centros poblados por municipio

### Municipios rurales
En el Municipio de Boniewo se encuentran los pueblos de Boniewo (sede), Jerzmanowo y Sieroszewo.
En el Municipio de Lubanie se encuentran los pueblos de Janowice y Siutkówek.